# Statue des jungen Mao Zedong

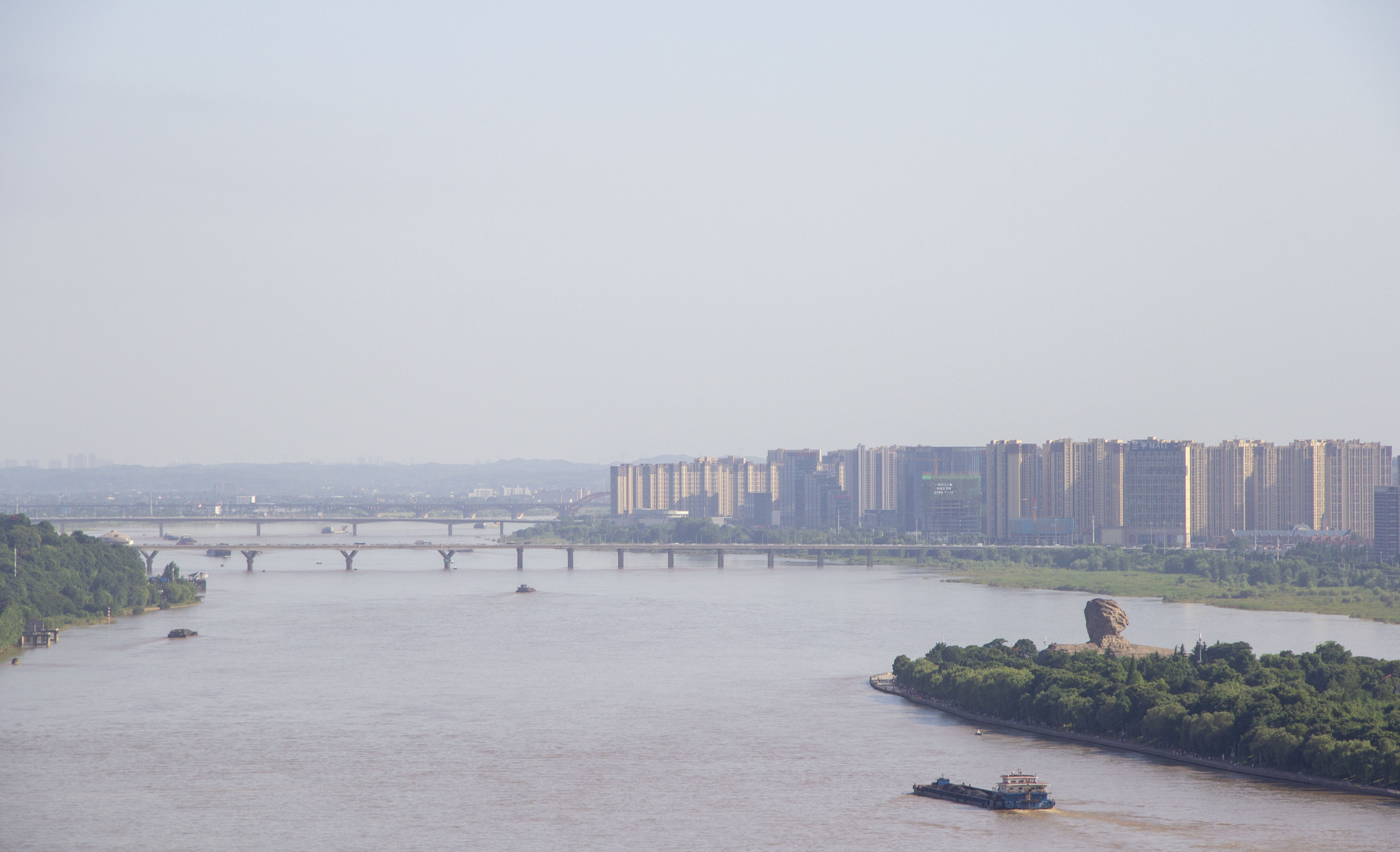
Statue des Mao Zedong auf der Orangeinsel im Xiang-Fluss mit Skyline von Changsha

Die Statue des jungen Mao Zedong stellt den jungen Staatspräsidenten der Volksrepublik China Mao Zedong (1893–1976) dar. Sie befindet sich auf der Orangeinsel im Xiang-Fluss, der durch die Stadt Changsha in der chinesischen Provinz Hunan fließt.

## Bauwerk
Am 26. Dezember 2009, dem 116. Geburtstag von Mao Zedong wurde die Statue des jungen Mao Zedong in Changsha fertiggestellt und offiziell der Öffentlichkeit zugänglich gemacht. Als Vorlage für die Skulptur dienten Bilder des jungen Mao Zedong um das Jahr 1925. Die Statue wurde aus einer Vielzahl großer Granitblöcke zusammengefügt und nicht, wie beispielsweise die US-Präsidenten im Mount Rushmore National Memorial aus einem Felsen gehauen. Für das 3500 Quadratmeter große Areal mit der Statue wurden über 8000 Granitblöcke verwendet. Das Gesamtgewicht beträgt mehr als 2000 Tonnen. Die Abmessungen der Gesamtanlage betragen: 83 m lang, 41 m breit und 32 m hoch.

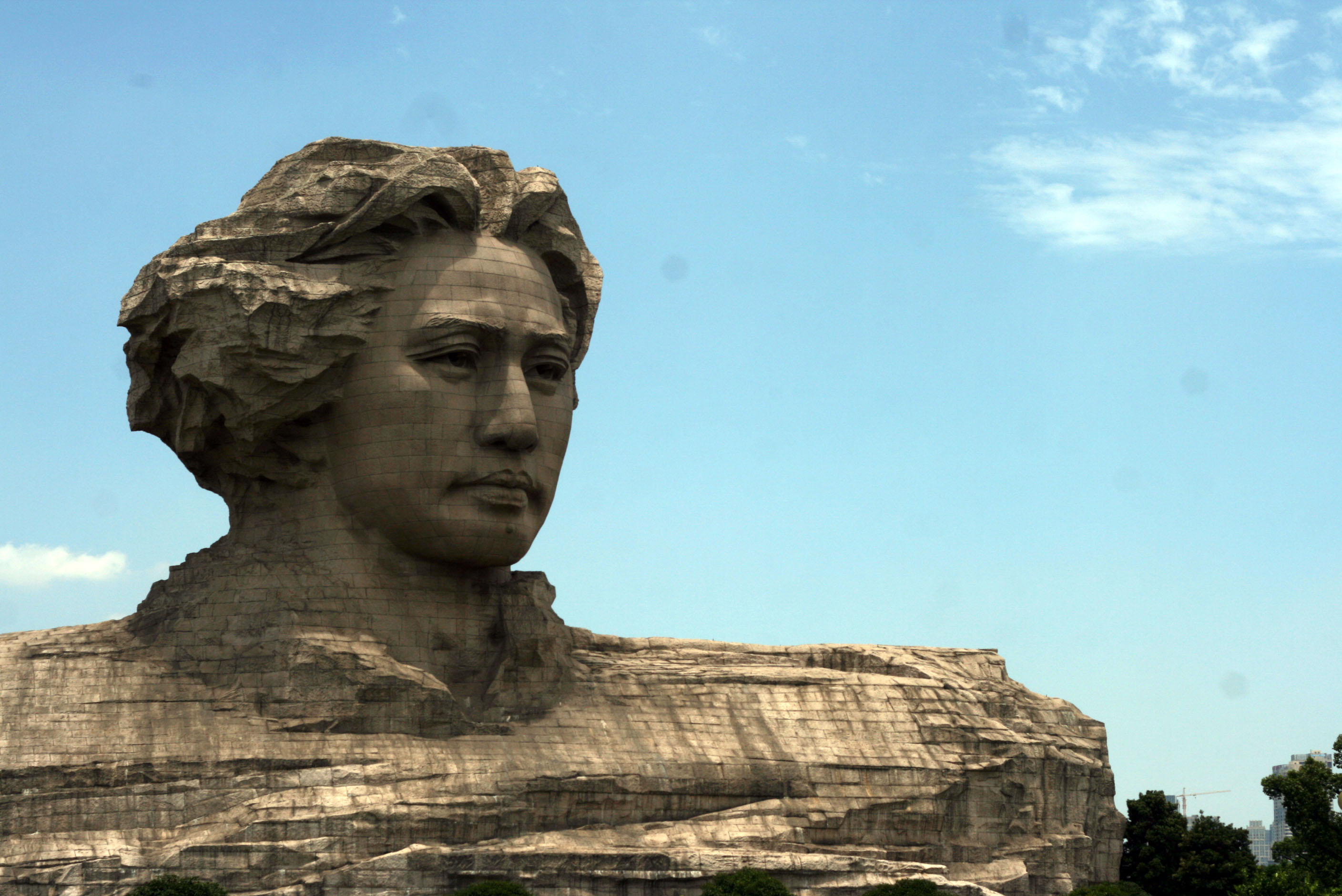
Seitenansicht der Statue
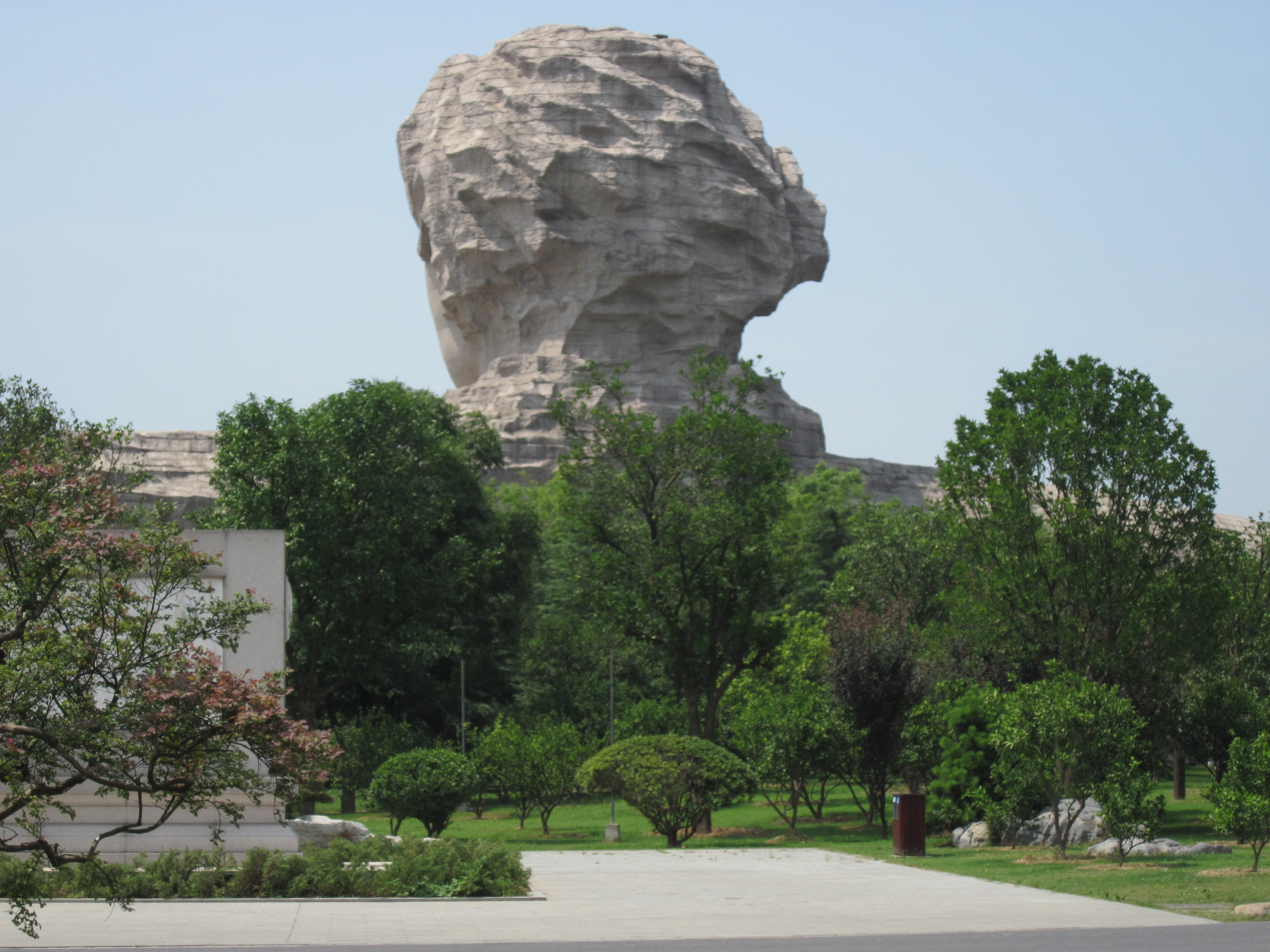
Rückansicht der Statue

## Bewertung und Kritik
In der Bevölkerung fand das Design der Statue eine unterschiedliche Bewertung. Einige begrüßten die eher versonnenen und verträumten Gesichtszüge des jungen Mao Zedong, da in den meisten anderweitig existierenden Mao-Statuen ein formell und ernst wirkender elder statesman zu sehen ist, andere Betrachter empfanden die Darstellung mit einer buschigen, vom Wind zerzausten Haartracht als untypisch. Einige verglichen die Statue mit einer Sphinx.

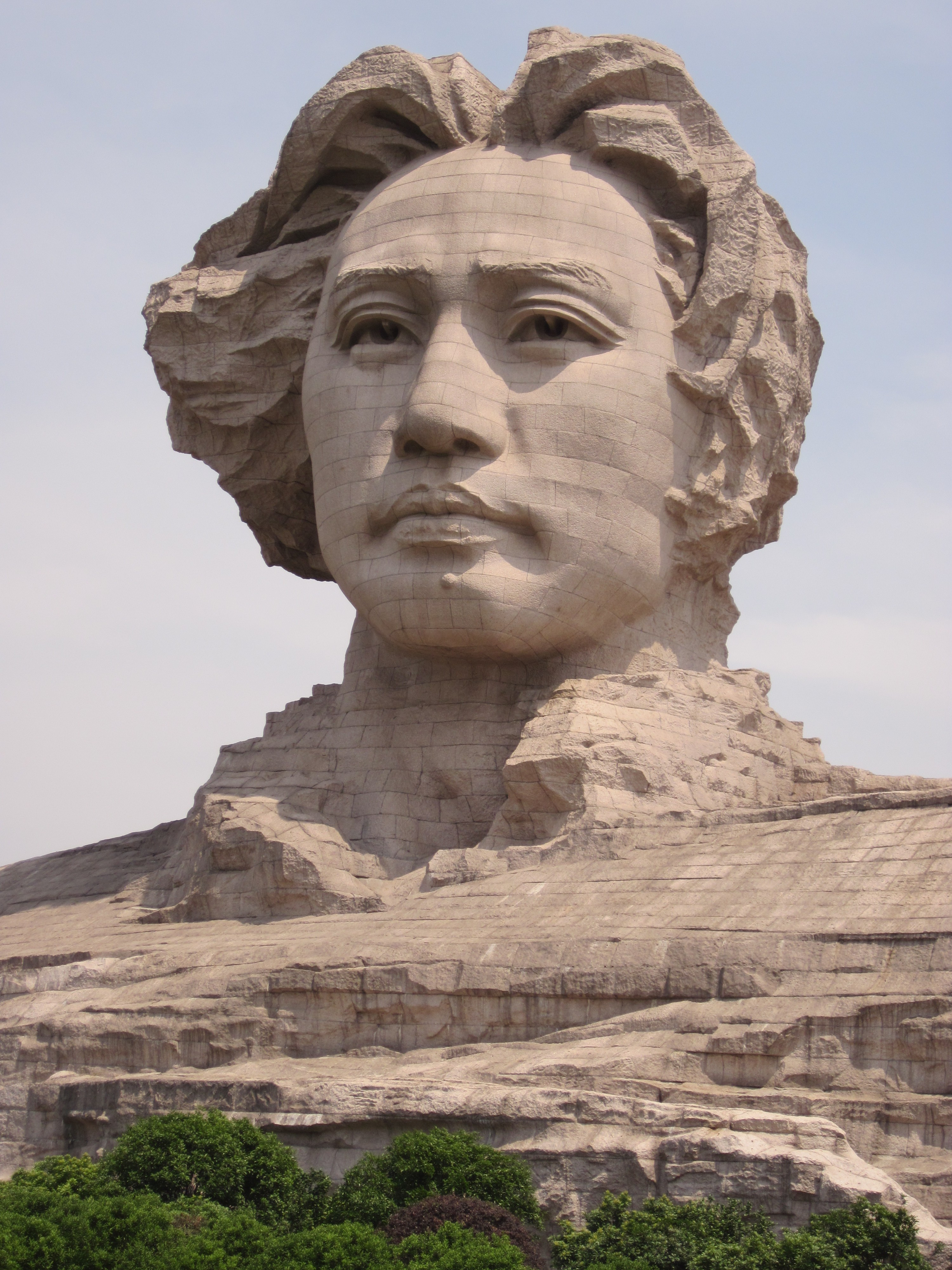
Kopf der Mao-Zedong-Skulptur in Changsha
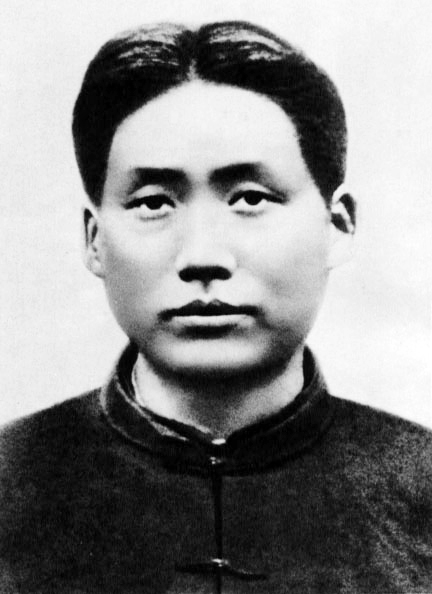
Foto des Mao Zedong von 1927 (zum Vergleich)

Bevölkerungsgruppen, die unter der Herrschaft Mao Zedongs sehr zu leiden hatten, kritisierten generell die Aufstellung seiner Statuen. In Changsha, wo Mao Zedong zeitweise eine Schule besuchte, wurde die Statue von offizieller Seite andererseits positiv und mit Stolz gesehen. Eine ebenfalls in der Provinz Hunan zunächst aufgestellte, golden bemalte 37 Meter hohe Statue des sitzenden Mao Zedong wurde hingegen wieder entfernt, da eine staatliche Genehmigung offensichtlich nicht vorlag.